# Marion Schole
Marion Schole (* 15. Dezember 1952 in München) ist eine deutsche Politikerin (Die Grünen). Sie war von 1986 bis 1994 Mitglied des Landtags von Niedersachsen.
Schole wuchs in Gräbenzell im Kreis Fürstenfeldbruck auf, wo sie die Volksschule besuchte. Im Anschluss ging sie auf das Edith-Stein-Gymnasium der Dominikanerinnen in München. Im Jahr 1969 zog sie nach Hannover und absolvierte dort am Gymnasium Großburgwedel 1972 das Abitur. Sie studierte Chemie, Biochemie und Biologie an der Universität Hannover, an der Medizinischen Hochschule und der Tierärztlichen Hochschule. Seit 1980 war sie politisch bei den Grünen tätig. Schole wurde 1984 zum Dr. rer nat. promoviert und arbeitete bis 1985 in der chemischen Industrie. Am 21. Juni 1986 zog sie in der elften Wahlperiode in den Landtag von Niedersachsen ein, dem sie auch noch in der zwölften bis zum 20. Juni 1994 angehörte. Von 1987 bis 1988 war sie Vorsitzende der Landtagsfraktion.